# IOS 12
IOS 12 is de twaalfde versie van het iOS-besturingssysteem voor mobiele apparaten met touchscreen, ontworpen door het Amerikaanse computerbedrijf Apple Inc. Deze versie van het besturingssysteem is de opvolger van iOS 11 en werd aangekondigd op het WWDC op 4 juni 2018 te San Francisco, Californië, VS. Het besturingssysteem verscheen op 17 september 2018.

## Functies
Nieuwe elementen zijn onder meer te vinden in Berichten, Facetime, Foto's, Safari en Kaarten.
Volgens Apple zullen de apparaten na de update sneller reageren, doordat er verbeteringen zijn aangebracht aan het besturingssysteem en de apps. Met de functie Schermtijd kunnen gebruikers inzicht krijgen in de gebruikstijd van hun apparaat. FaceTime ondersteunt nu maximaal 32 deelnemers. Berichten kunnen afzonderlijk worden geopend of gegroepeerd per app.
De functie Niet Storen is uitgebreid met Bedtijd waarbij oproepen naar de geschiedenispagina worden doorgestuurd. Ook biedt die functie een donkerder scherm.
De applicatie iBooks is hernoemd naar Apple Books.

## Ondersteunde apparaten
IOS 12 is beschikbaar voor de iPad Air en hoger, iPad Pro en hoger, iPad mini 2 en hoger, iPhone 5s en hoger en de zesde generatie iPod touch.